# Abraham Fitzgibbon

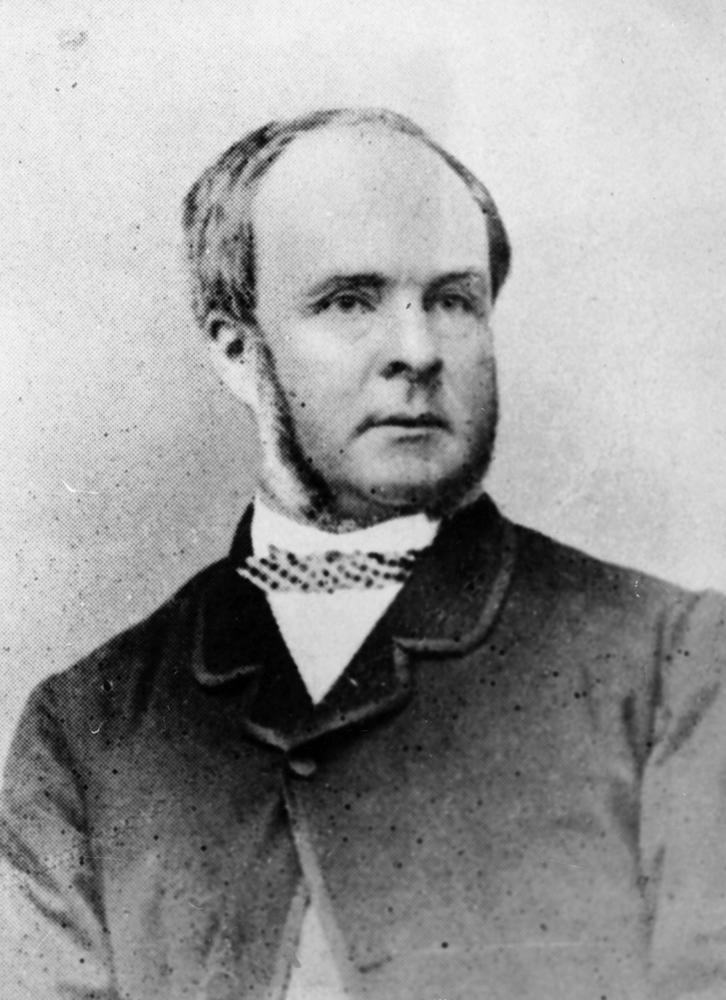
Abraham Coates Fitz-Gibbon, um 1863

Abraham 'Abram' Fitzgibbon bzw. Abraham Coates Fitz-Gibbon (* 23. Januar 1823 bei Kilworth, Irland; † 4. April 1887 in Bushey Heath, England) war ein in Irland geborener und weltweit tätiger Eisenbahningenieur und Pionier für Kapspurbahnen.

## Biographie

### Irland und England
Abraham Coates Fitzgibbon wurde am 23. Januar 1823 als zweiter Sohn von Lieutenant Philip Fitzgibbon und seiner Ehefrau Elizabeth, einer Tochter von Abraham Coates, in Mount Eagle bei Kilworth im County Cork in Irland geboren. Sein Vater starb, als er drei Jahre alt war. Seine Mutter schickte ihn zur Ausbildung an die Royal Naval School in London, wo er 1837 für eine Amtszeit von sechs Jahren bei Sir Charles Lanyon in die Lehre ging, der ihn als Sachbearbeiter für die Arbeiten an bestimmten öffentlichen Gebäuden in Belfast und später als stellvertretenden Ingenieur bei der Londonderry and Coleraine, Belfast and Ballymena, Londonderry and Enniskillen und anderen Eisenbahnen einstellte. Während seiner Berufsausbildung hatte er den Vorteil einer ausgedehnten und vielseitigen Ingenieurpraxis, die Straßenvermessung und -bau, Brückenbau, Hafen-, Entwässerungs- und Wasserbau sowie Eisenbahnvermessung und architektonische Arbeiten umfasste.
1847 trat er in den Dienst des Bauunternehmers William Dargan, bei dem er fünf Jahre lang als einer seiner Hauptvertreter und Manager tätig war. In dieser Zeit vollendete er für Dargan zehn Meilen der Dundalk and Enniskillen Railway, 60 Meilen der Dublin and Cork Railway und die gesamte Newry and Portadown Railway.

### Vereinigte Staaten und Kanada
Im März 1852 wurde Abraham Fitzgibbon auf Empfehlung von Dargan von einigen Londoner Investoren beauftragt, sich in die Vereinigten Staaten zu begeben, um die Strecke der damals vorgeschlagenen Illinois Central Railroad zu untersuchen, die Kosten für den Bau und die Ausrüstung derselben abzuschätzen und allgemein über die Vorzüge der 704 Meilen langen Strecke zu berichten, damit eine Ausschreibung für die Arbeiten durchgeführt werden konnte. Diese Leistungen erbrachte er zur Zufriedenheit seiner Arbeitgeber, den Fox, Henderson und Co., Thomas Smith, Direktor der Londoner und North Western, und anderen. Innerhalb von drei Monaten ab dem Tag, an dem er von Liverpool abfuhr, reiste er über die gesamte Strecke der vorgeschlagenen Eisenbahn, untersuchte das Land und schickte einen ausführlichen Bericht mit einem detaillierten Kostenvoranschlag für das gesamte Unternehmen.
Nachdem er diesen Auftrag ausgeführt hatte, kehrte er in die Vereinigten Staaten und nach Kanada zurück, wo er vier Jahre blieb. Während dieser Zeit machte er sich gründlich mit der amerikanischen Ingenieurspraxis vertraut, insbesondere im Hinblick auf Eisenbahnarbeiten sowie Hafen- und Flussverbesserungen.

### Ceylon
Im Oktober 1857 schloss sich Abraham Fitzgibbon der Ceylon Railway Company an und wurde als Verantwortlicher für das Ingenieurpersonal ausgesandt, um als Vertreter der Gesellschaft zu fungieren und W. T. Doyne, den Chief Resident Engineer, bis zu seiner Ankunft in Ceylon zu vertreten. Hier war es seine Aufgabe, die verschiedenen Strecken zu untersuchen, über die eine Eisenbahnlinie zwischen Colombo und Kandy, eine Entfernung von etwa 80 Meilen, gebaut werden könnte. Bei der Ankunft von Doyne in der Kolonie fungierte er als Hauptassistent und war zwei Jahre lang mit der Durchführung der sehr schwierigen Untersuchungen und dem Bau der Strecke beschäftigt. Die Durchführung dieses Vorhabens wurde leider ausgesetzt.

### Neuseeland
Im Mai 1860 wurde Abraham Fitzgibbon von der Dun Mountain Copper Mining Co. aus London und Neuseeland beauftragt, nach Neuseeland zu fahren und zusammen mit Doyne eine Route für die von der Gesellschaft vorgeschlagene mit Pferden betriebenen Dun Mountain Railway auszuwählen. Nachdem dies geschehen war, führte er die erforderlichen Vermessungen durch, baute die Eisenbahn und arbeitete nach ihrer Fertigstellung mehr als ein Jahr lang in ihr und in den Bergwerken des Unternehmens. Die Kosten für diese 14 Meilen lange Strecke mit einer Spurweite von 914 mm (3 Fuß), einschließlich des Oberbaus und des aus England importierten rollenden Materials waren sehr gering. Der gesamte Oberbau wurde innerhalb von fünf Monaten verlegt, was eine gute Leistung war, wenn man bedenkt, dass die Schienen bis zu einer Höhe von durchschnittlich 424 m.ü.M.  hochtransportiert werden mussten und mehr als die Hälfte davon in die erforderlichen Kurven gebogen werden mussten. Als der Betrieb aufgenommen wurde, standen nur zwei Männer zur Verfügung, die mit der Schienenverlegung vertraut waren, und weitere mussten im Laufe der Arbeiten geschult werden. Diese Linie erfüllte ihren Zweck voll und ganz, und in den ersten zwölf Monaten nach ihrer Fertigstellung wurden nicht weniger als 3.910 Tonnen Erz in den Hafen gebracht.
Während seines Aufenthalts in Neuseeland schrieb und veröffentlichte er mehrere technische Abhandlungen, darunter eine über den Kostenvergleich von Eisenbahnen und Makadam-Straßen und eine weitere über die Beschreibung einer verbesserten Eisenbahn, die für die Kolonien geeignet ist und als Nebenstrecken oder Zubringer zu den Hauptstrecken dient.

### Queensland
1863 wurde er eingeladen, Queensland zu bereisen, um über den ersten Abschnitt eines Eisenbahnsystems zu berichten, das dort gebaut werden sollte. Er kam im Mai 1863 in Sydney an, und er arbeitete so energisch, dass er am 9. Juli dem Minister für Land und Arbeiten der Kolonie einen sehr vollständigen Bericht zusammen mit Schätzungen für 174 Meilen Eisenbahnstrecke übergab. Um dies zu erreichen, war er mehr als 250 Meilen durch ein schwieriges Land gereist, wobei er sorgfältig die Hauptmerkmale der verschiedenen Strecken untersuchte, auf denen es möglich war, zu moderaten Kosten eine Strecke von Ipswich nach Toowoomba und Dalby sowie von Toowoomba nach Warwick zu bauen. In diesem Bericht empfahl er den Bau einer Eisenbahn mit einer Kapspurweite von 1067 mm (3 Fuß 6 Zoll), und diese Empfehlung basierte auf dem Wissen, dass die Regierung das Land mit einem minimalen Kapitalaufwand öffnen wollte und dass es sich um eine billige und leichte sowie im Wesentlichen gebaute Eisenbahn für die Kolonie oder gar keine Eisenbahn handelte. Er legte im Verlauf einer Diskussion in der Institution seine Gründe für die Empfehlung zur Einführung der Kapspurweite ausführlich dar. In der Kolonie gab es damals viel Widerstand gegen das, was als „Die Liliputbahn“ (“The Lilliputian Railway”) bezeichnet wurde, aber die Regierung beschloss auf Anraten ihres Ingenieurs, die Schmalspur anzunehmen, und am 4. September 1863 wurde die Zustimmung des Gouverneurs zum Eisenbahngesetz erteilt.
Abraham Fitzgibbon wurde zum ersten Chefingenieur der Queensland Railways benannt, nachdem er in den frühen Phasen der Entwicklung der Eisenbahnabteilung durch die Ränge aufgestiegen war. Innerhalb von sieben Monaten wurden die gesamten Vermessungen, das Abstecken, die Pläne und die Abschnitte von 130 Meilen Eisenbahnstrecke fertiggestellt, und dies trotz einer ungewöhnlich nassen Jahreszeit, die die Feldarbeit stark behinderte. Von diesen 130 Meilen verliefen 22 Meilen über ein Land, das an Schwierigkeiten von keinem anderen Land übertroffen wurde, durch das in Australien Eisenbahnvermessungen durchgeführt wurden. Ein vollständiger Bericht über diese Eisenbahn wurde der Institution anschließend von Charles Douglas Fox, dem späteren Sir Douglas, vorgelegt. 1865 wurde der erste Betrieb der Queensland Railways eröffnet. Zusätzlich zum Bau dieser Strecke führte Abraham Fitzgibbon die notwendigen Vermessungen für eine Verlängerung um 172 Meilen durch.
Trotz des Widerstands von Zeitgenossen setzte er sich erfolgreich für die Verwendung der Kapspur mit einer Spurweite von 1067 mm (3 Fuß 6 Zoll) in Australien ein.

### England
Im Jahre 1868 kehrte er nach England zurück, wo er bis zu seinem Tod wohnte, ohne aktiv an dem Beruf teilzunehmen, dem er so sehr verbunden war, aber er interessierte sich immer noch für Ingenieurwesen und insbesondere für die mit dem kolonialen Eisenbahnbetrieb verbundenen Angelegenheiten, zu denen seine Meinung und sein Rat sehr gefragt waren. Er war zweifellos einer der energischsten Eisenbahnpioniere in den Kolonien, da er an den ersten Eisenbahnen in Ceylon, Neuseeland und Queensland beteiligt war.
Nach seiner Rückkehr nach England interessierte er sich sehr für historische und archäologische Angelegenheiten, und gemeinsam mit seinem Bruder, Maurice Fitzgibbon, veranlasste er die Veröffentlichung von „Unpublished Geraldine Documents“ im Journal of the Royal Historical and Archaeological Association of Ireland, in dem die Earls of Desmond, die Gherardini von Florenz und die Septen des Old Knight und des White Knight mit ihren Stammbäumen behandelt wurden. Zu diesem Zweck unternahmen sie zahlreiche Reisen zu Geraldine-Orten, erkundeten die arcana imperii genannten Staatsgeheimnisse der Vorrechtshöfe und beteiligten sich mit dem hohen Aufwand, der mit der Transkription der Dokumente verbunden war.

## Kapspurbahn
Es gab in Queensland eine langanhaltende Debatte, ob eine Spurweite von 1067 mm (3 Fuß 6 Zoll) oder 1435 mm (4 Fuß 8½ Zoll) vorteilhafter ist.

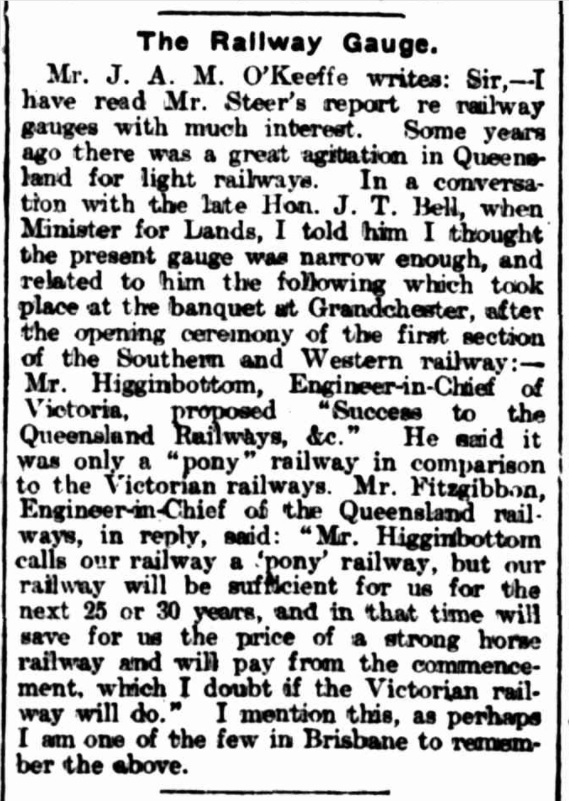
The Railway Gauge. In: 'The Brisbane Courier', 22. August 1911

Nachdem der Engineer-in-chief der Victorian Railways Thomas Higinbotham bei einem Bankett die Queensland Railways verächtlich als Pony-Eisenbahn bezeichnet hatte, antwortete Abraham Fitzgibbon, dass diese Eisenbahn für die nächsten 25 oder 30 Jahre ausreichen werde, und in dieser Zeit die Investitionskosten für eine normalspurige Pferdeeisenbahn ersparen werde und sich so von Anfang an rentieren werde. Tatsächlich wurde diese Spurweite in Queensland aber bis heute beibehalten.
1867 führten die Kontroversen dazu, dass unter anderem der Arbeitsvertrag mit Fitzgibbon gekündigt wurde.
Zusammen mit dem norwegischen Ingenieur Carl Abraham Pihl beriet er die Kanadier bei der Wahl der Spurweite von 1067 mm der Toronto and Nipissing Railway und der Toronto, Grey and Bruce Railway.

## Ehrungen
Er wurde am 9. Januar 1866 zum Mitglied der Institution of Civil Engineers gewählt.
Der Stadtteil Fitzgibbon in Brisbane ist nach ihm benannt.